# Toleit
Toleit – magmowa skała wylewna, lub subwulkaniczna, będąca odmianą bazaltu, podobna do dolerytu lub diabazu. Bazalty toleitowe powstają współcześnie w strefach spreadingu dna oceanicznego. 
Występuje m.in. w fundamencie platformy wschodnioeuropejskiej we wschodniej Polsce. 